# Kawaleria w II Rzeczypospolitej

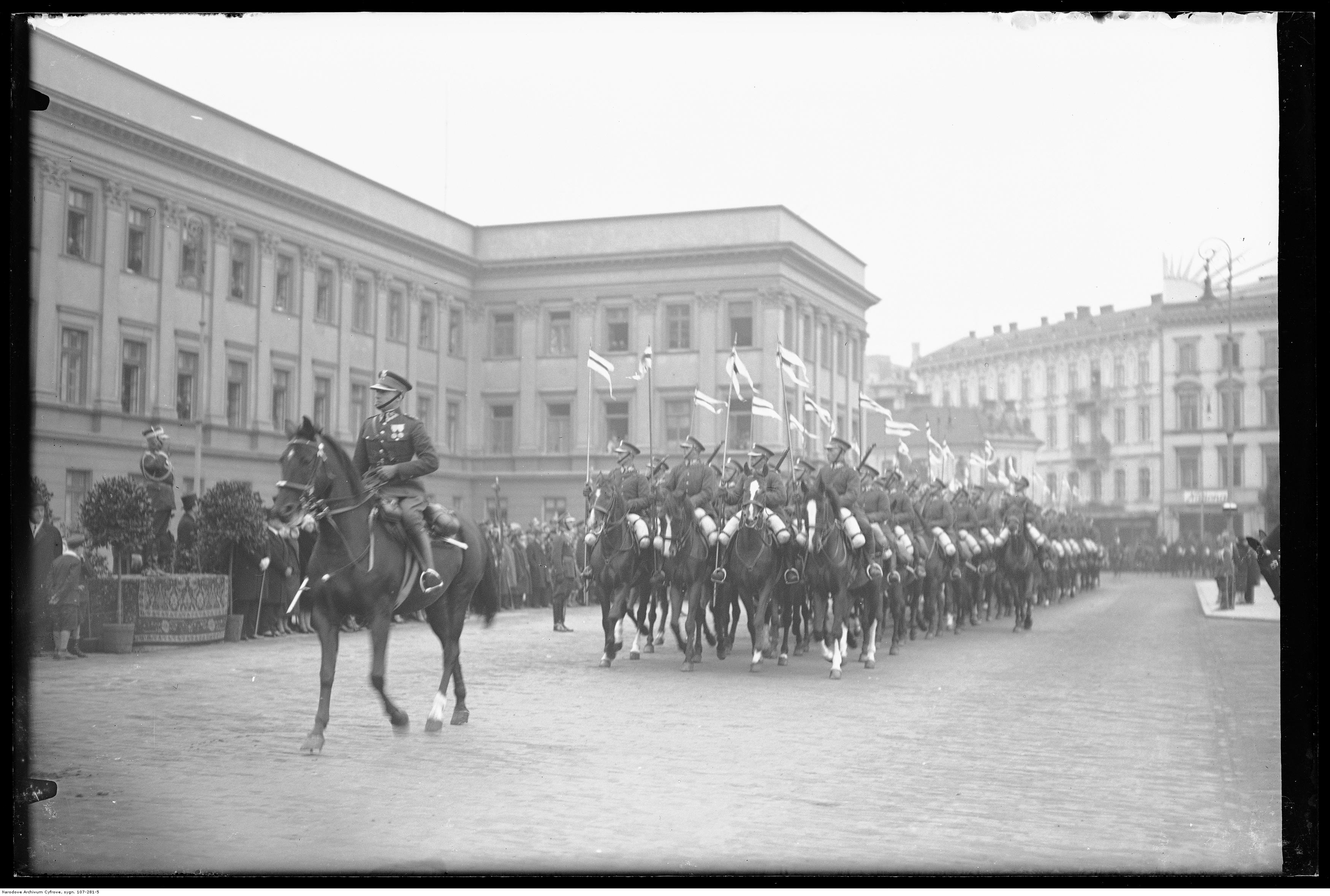
Defilada na pl. marsz. Józefa Piłsudskiego w Warszawie w 1929 roku

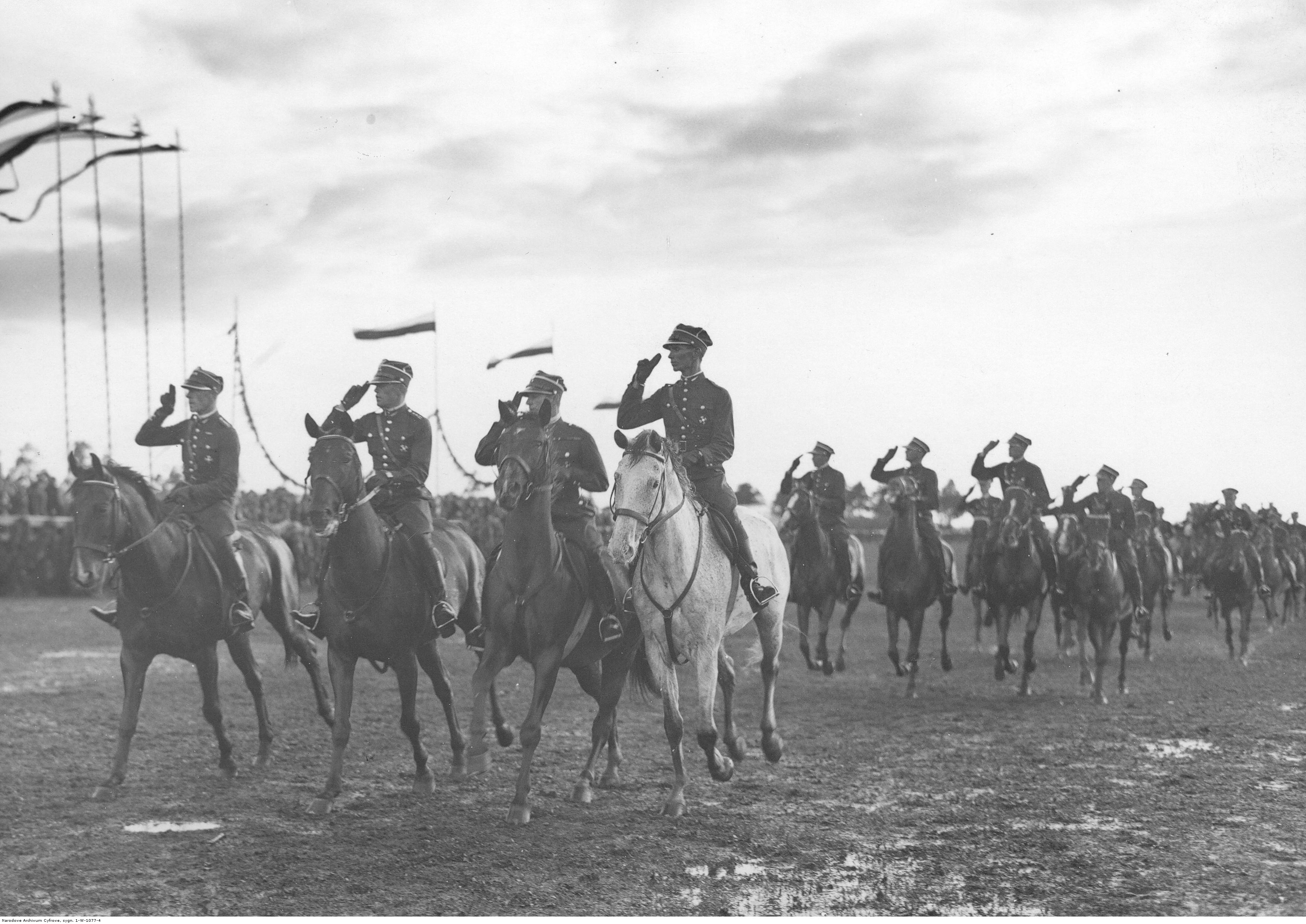
Zawody jeździeckie o mistrzostwo armii w Suwałkach. Defilada ekip uczestniczących w zawodach. Na pierwszym planie zwycięzcy z 17 pułku ułanów, 1935 rok

Kawaleria w II Rzeczypospolitej (do 29 kwietnia 1924 nazywana Jazdą) – kawaleria polska okresu międzywojennego, jeden z trzech, obok piechoty i artylerii, głównych rodzajów broni Wojska Polskiego II RP (w ówczesnej terminologii rodzaj wojsk określony był mianem broni).

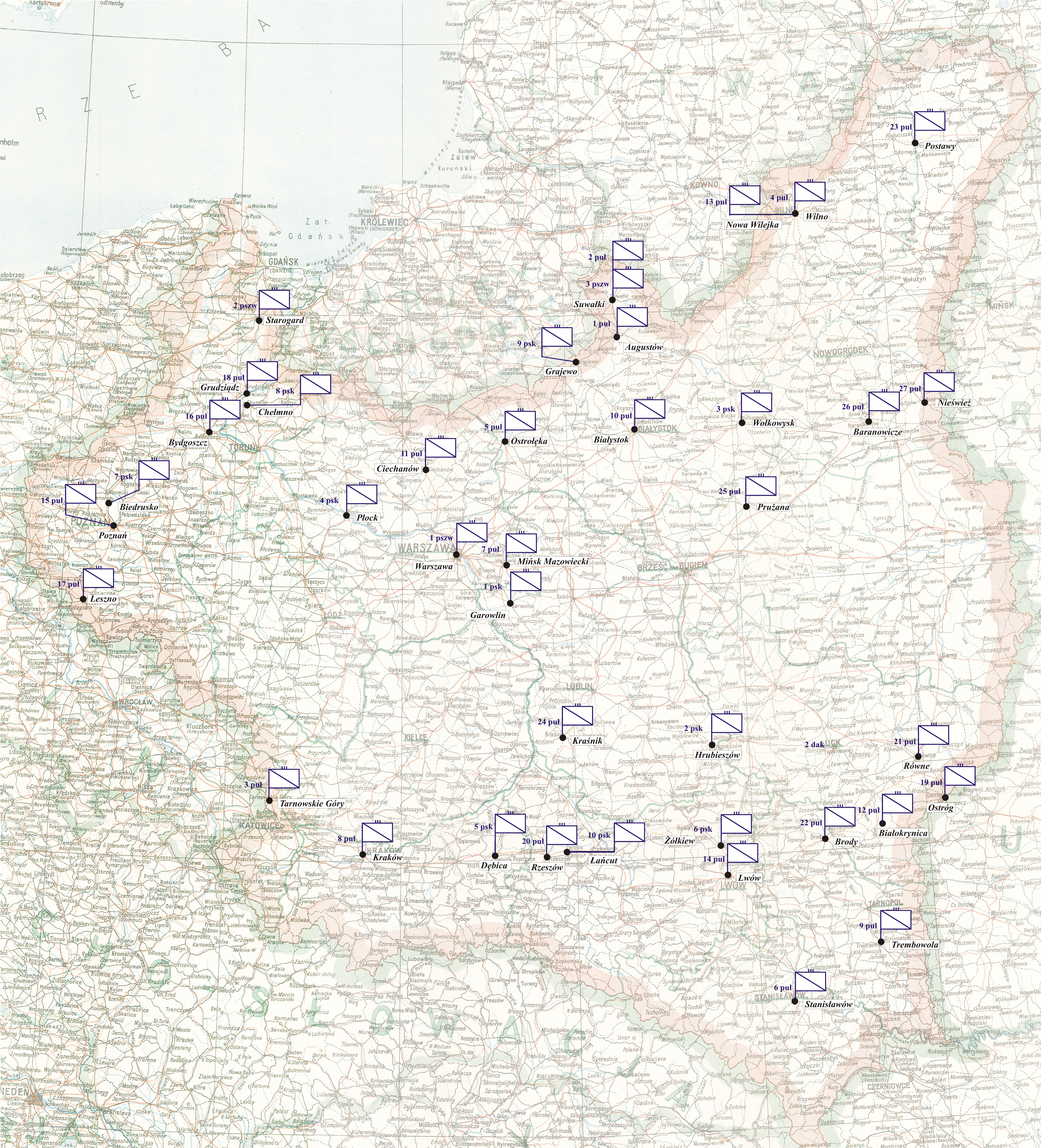
Rozmieszczenie pułków kawalerii II Rzeczypospolitej

## Geneza, powstanie i walka jazdy w latach 1918–1921
7 października 1918 Rada Regencyjna wydała orędzie ogłaszające powstanie niepodległej Polski. 12 października Regenci wydali natomiast orędzie, w którym ogłosili przejęcie władzy nad Polską Siłą Zbrojną oraz ogłosili rotę nowej przysięgi wojskowej, co równało się z powstaniem Wojska Polskiego. Na mocy tych aktów, do tworzonego WP wszedł szwadron kawalerii dawnej Polskiej Siły Zbrojnej. Szwadron ten stał się zalążkiem polskiej kawalerii. 4 listopada 1918 pierwszy szef Sztabu Generalnego Wojska Polskiego gen. Tadeusz Rozwadowski wydał historyczny rozkaz „L. 7", nakazujący organizację „dywizji jazdy”. Odpowiedzialnym za formowanie tej jednostki miał być mjr Belina, poszczególne pułki mieli objąć majorowie: Dziewicki, Waraksiewicz, Stefan Strzemieński oraz Dziewulski.
Wiosną 1919 przystąpiono do formowania brygad jazdy. Jako pierwsze powstały 1Brygada Jazdy i 2 BJ. W czerwcu na obszarze Galicji i Wołynia utworzono 3. i 4 BJ, a w ramach Frontu Galicyjsko-Wołyńskiego 5 Brygadę Jazdy. Brygady jazdy były formacjami wykorzystywanymi do działań manewrowych, do prowadzenia samodzielnych rajdów na skrzydła i tyły ugrupowań przeciwnika oraz do przesłaniania odcinków drugorzędnych. Tylko w wyjątkowych warunkach kawaleria spieszała się wykonując zadania typowe dla piechoty.

Wczesną wiosną 1920 planowano zwiększenie liczby brygad jazdy. Sformowano 6. i 7 Brygadę Jazdy. Wszystkie brygady jazdy o składzie po trzy pułki otrzymały dywizjony artylerii konnej.
13 kwietnia wydany został rozkaz o utworzeniu 1 Dywizji Jazdy w składzie 4. i 5 BJ. Podczas walk na Ukrainie czasowo rozwiązano dowództwa brygad powołując w ich miejsce dwie grupy taktyczne; w połowie czerwca przywrócono strukturę brygadową. Od 2 lipca na Froncie Ukraińskim przejściowo działała Kawaleryjska Grupa Operacyjna skupiająca dwie dywizje jazdy.

Latem kontynuowano rozbudowę jednostek kawalerii. W 5 Armii sformowano 8 Brygadę Jazdy gen. Karnickiego i 9 Brygadę Jazdy. 14 sierpnia 1920 z tych dwóch brygad stworzono Dywizje jazdy gen. Karnickiego dowodzoną następnie przez płk. Gustawa Orlicz-Dreszera. Dwie dywizje jazdy znajdowały się na Lubelszczyźnie i były przewidziane do walki z 1 Armią Konną Siemiona Budionnego. Na początku października 1920 utworzona została Grupa Operacyjna jazdy gen. Juliusza Rómmla.

## Przekształcenia jednostek jazdy w latach 1918–1923
Przekształcenia organizacyjne podano na podstawie zestawienia opracowanego przez urzędnika Archiwum Wojskowego Wacława Zawadzkiego pod kierunkiem kpt. Wiktora Brummera w 1935 roku
Kawaleria austriacka
- 1 pułk ułanów → utworzył 1 pułk ułanów Ziemi Krakowskiej → przemianowany w styczniu 1919 na 8 pułk ułanów, który wydzielił w lipcu 1920 jeden szwadron do 108 pułku ułanów → powstały z 2 szwadronów 3 pułku strzelców konnych, 1 szwadronu 6 pułku ułanów i 1 szwadronu 8 pułku ułanów → przemianowany w styczniu 1921 na 20 pułk ułanów
- 1 pułk ułanów → szwadron zapasowy wszedł do 1 pułku ułanów pod dowództwem rtm. M. Żółkiewskiego → przemianowany 8 stycznia 1919 na 1 pułk szwoleżerów (lekkokonnych) → przemianowany w grudniu 1919 na 1 pułk szwoleżerów Józefa Piłsudskiego
- 2 pułk ułanów → wcielony częściowo wraz ze szwadronem zapasowym do 1 pułku ułanów Krechowieckich
- 3 pułk ułanów, część pułku utworzyła oddział konny wywiadowczy → przemianowany w styczniu 1920 na 2 szwadron ułanów Grodzieńskich → wcielony do I dyonu litewsko-białoruskiego w lutym 1920 z oddziałów konnych wywiadowców grodzieńskiego, mińskiego i wileńskiego pułku strzelców. Występował też pod nazwą III/3 pułku strzelców konnych. Połączony w październiku 1920 z jazdą kresową rtm. Łozińskiego → utworzył pułk grodzieński kawalerii → przemianowany w grudniu 1920 na 19 pułk grodzieński ułanów. Połączony z II dyonem huzarów Litwy Środkowej → utworzył pułk ułanów Grodzieńskich. Połączony w maju 1921 z 23 pułkiem nadniemeńskich Litwy Środkowej → utworzył 23 pułk ułanów Grodzieńskich
- 4 pułk ułanów – szwadron zapasowy, wcielony do 3 pułku ułanów → przemianowany 30 grudnia 1918 na 7 pułk ułanów Lubelskich
- 6 pułk ułanów wraz ze szwadronem zapasowym → utworzył pułk ułanów Ziemi Jarosławskiej połączony z pułkiem ułanów Ziemi Rzeszowskiej → utworzył w grudniu 1918 pułk ułanów Ziemi Przemyskiej → przemianowany w grudniu 1918 na 6 pułk ułanów jazdy lwowskiej → we wrześniu 1919 połączony z 6 pułkiem ułanów sformowanym w Odessie → utworzył 6 pułk ułanów Kaniowskich
- 7 pułk ułanów – szwadron zapasowy był podstawą do utworzenia szwadronu Jędrzejowskiego por. Bednarskiego → wcielony w marcu 1919 do 11 pułku ułanów
- szwadron zapasowy 3 pułku strzelców konnych w Dębicy utworzył dyon rtm. Borkowskiego → w grudniu 1918 przemianowany na 2 pułk ułanów → w czerwcu 1919 przemianowany na 2 pułk strzelców konnych → przemianowany na 9 pułk ułanów

Dragoni

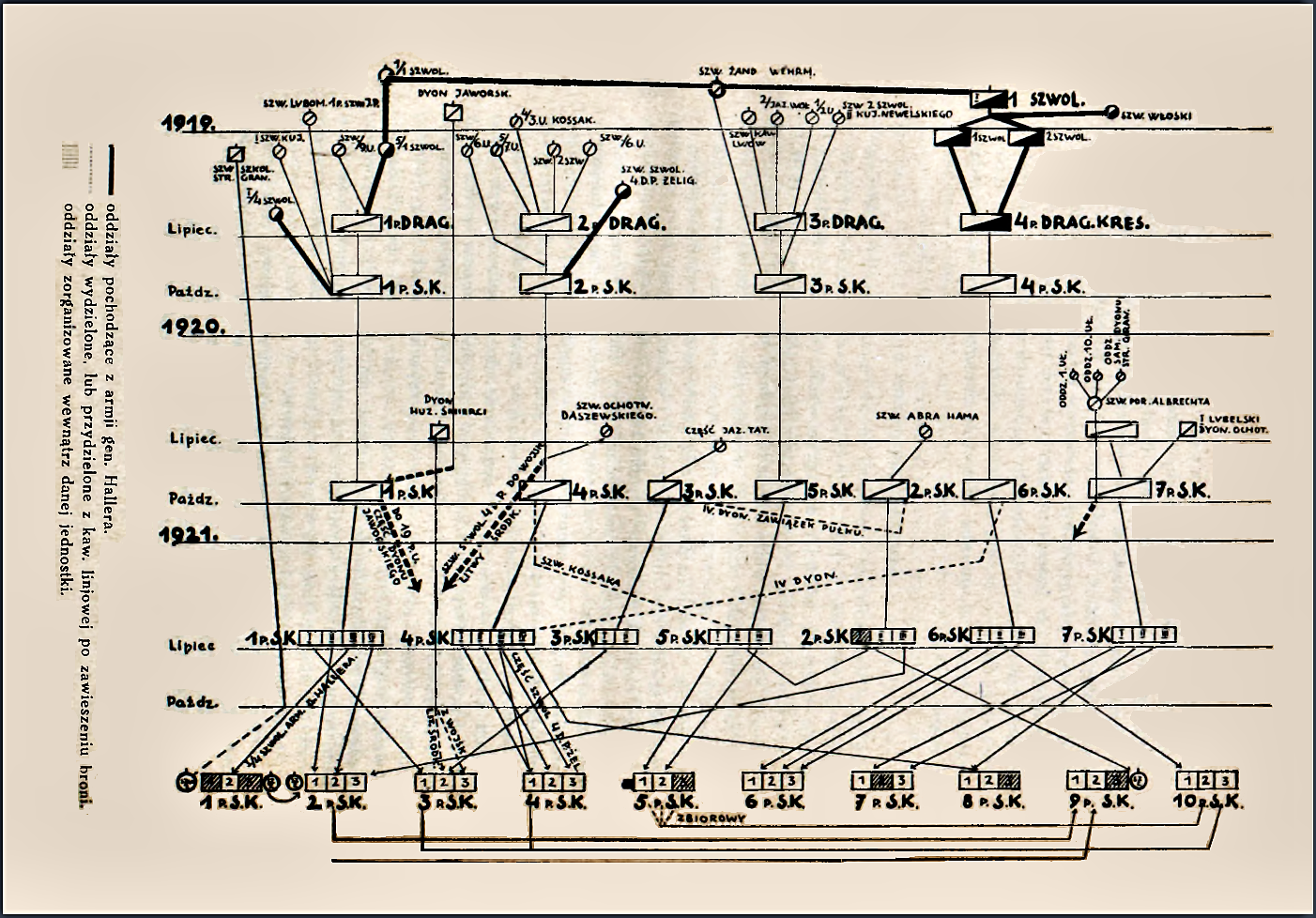
Reorganizacja kawalerii dywizyjnej

- 1 pułk dragonów: I dyon powstał w październiku 1919 z I/4 pułku szwoleżerów Armii gen. Hallera; dyon powstał ze szwadronu instrukcyjnego Armii gen. Hallera i szwadronu 9 pułku ułanów; 1 szwadron powstał w czerwcu 1919 z przemianowania 1 szwadronu kujawskiego przemianowany w styczniu 1920 na 1/1 pułku strzelców konnych; 1 szwadron powstał ze szwadronu lubomskiego marszowego przemianowany na 2/1 pułku strzelców konnych. Pułk → przemianowany na 1 pułk strzelców konnych.
- 2 pułk dragonów → powstał w lipcu 1919 → przemianowany w październiku 1919 na 2 pułk strzelców konnych → przemianowany w listopadzie 1920 na 4 pułk strzelców konnych.
- 3 pułk dragonów → powstał w czerwcu 1919: 1 szwadron – z 1 szwadronu jazdy ziemi lwowskiej, 2 szwadron – z 2 szwadronu jazdy wołyńskiej, 3 szwadron – z 1 szwadronu 2 pułku ułanów, 4 szwadron – z 2 szwadronu kujawskiego. Pułk → przemianowany w październiku 1919 na 3 pułk strzelców konnych.
- 4 pułk dragonów kresowych → powstał we wrześniu 1919 z 1 i 3 pułku szwoleżerów Armii gen. Hallera → przemianowany w październiku 1919 na 4 pułk strzelców konnych.
- Szwadron samodzielny dragonów → powstał w czerwcu 1919 → z przemianowania Szwadronu samodzielnego szwoleżerów → wcielony we wrześniu 1919 do 2 pułku dragonów.

Graniczni strzelcy
- 1 pułk strzelców granicznych → zlikwidowany w końcu 1920. Akta w Archiwum Wojskowym.
- 2 pułk strzelców granicznych – w lutym 1919 w Częstochowie z I dyonu straży granicznej, który został wydzielony z pułku w lipcu 1919. Akta w Archiwum Wojskowym.
- 3 pułk strzelców granicznych – w marcu 1919 z IV Dyonu samodzielnego strzelców granicznych w styczniu z I/3 pułku strzelców granicznych. Pułk wydzielił w lutym 1920 I dyon jako kadrę dla 4 pułku strzelców granicznych oraz uzupełnienie dla I dyonu samodzielnych strzelców granicznych → zlikwidowany na początku 1921. Oddziały konne → wcielone do 21 pułku ułanów. Akta w Archiwum Wojskowym.
- 4 pułk strzelców granicznych – w lutym 1920 w Aleksandrowie Kujawskim z I/3 pułku strzelców konnych → zlikwidowany w grudniu 1920, stanowił główne uzupełnienie dla 21 pułku ułanów. Akta w Archiwum Wojskowym.
- 5 pułk strzelców granicznych –w marcu 1920 w Lesznie → zlikwidowany w końcu 1920. Oddziały konne → wcielone do 21 pułku ułanów. Akta w D.O.K. Nr VII.
- 6 pułk strzelców granicznych – w lutym 1920 w Biedrusku → zlikwidowany w końcu 1920. Oddziały konne → wcielone do 21 pułku ułanów. Akta w Archiwum Wojskowym.
- 9 pułk strzelców granicznych – w maju 1920 z I dyonu samodzielnego strzelców granicznych. Szwadron szkolny (zapasowy) → przemianowany na szwadron zapasowy 1 pułku strzelców granicznych → zlikwidowany w listopadzie 1920. Akta w Archiwum Wojskowym.
- 10 pułk strzelców granicznych – w kwietniu 1920 → z przemianowania III dyonu samodzielnego strzelców granicznych, który następnie został wydzielony z pułku w lipcu 1920, jako I dyon samodzielny strzelców granicznych. Pułk → zlikwidowany w grudniu 1920. Akta w Archiwum Wojskowym.
- 11 pułk strzelców granicznych – w lipcu 1920 z I i II szkoły podoficerskiej strzelców granicznych uzupełniony szeregowymi 10 pułku ułanów → przemianowany w październiku 1920 na 21 pułk ułanów.
- Dyon samodzielny strzelców granicznych → wcielony do Oddziału por. Albrechta → wcielony w październiku 1920 do 5 pułku strzelców konnych → w lutym 1921 przeszedł w całości do 21 pułku ułanów.

Konni strzelcy
- 1 pułk strzelców konnych[a]: I dyon powstał z dwóch pierwszych szwadronów 1 pułku dragonów, w lipcu 1921 po rozwiązaniu drugiego szwadronu → przemianowany na 1/3 pułku strzelców konnych.; II dyon powstał z II/1 pułku dragonów → przemianowany w lipcu 1921 na 1/2 pułku strzelców konnych.; III dyon powstał z I/1 pułku dragonów, w lipcu 1921 tworzy 2/1 pułku strzelców konnych stanowiący zawiązek 1 pułku strzelców konnych, po reorganizacji w październiku 1921.; IV dyon wołyński powstał we wrześniu 1919 z przemianowania Dyonu jazdy kresowej na Wołyniu. W lipcu 1920 stał się kadrą dla Brygady jazdy ochotniczej mjr. Jaworskiego, a po rozwiązaniu brygady stanowił podstawę do organizacji 19 pułku ułanów wołyńskich.
- 2 pułk strzelców konnych powstał → z przemianowania 2 pułku dragonów: I dyon powstał z rozwinięcia 5/7 pułku ułanów, wydzielił w październiku 1921 2 szwadron do 9 pułku strzelców konnych, reszta → przemianowana na I/4 pułku strzelców konnych, 2 szwadron powstał we wrześniu 1919 z przemianowania 5/6 pułku ułanów, tworzył kadrę dla IV/4 pułku strzelców konnych. II dyon → powstał z 3/2 pułku dragonów i 4/2 pułku strzelców konnych → wcielił w listopadzie 1920 do 5 pułku strzelców konnych jako II dyon. III dyon → powstał z 3/2 pułku dragonów i 7/3 pułku strzelców konnych, jako dyon kombinowany strzelców konnych. W skład dyonu wchodził czasowo pluton tatarskiej jazdy → przemianowany w listopadzie 1920 na III/4 pułku strzelców konnych. Pułk → przemianowany w listopadzie 1920 na 4 pułk strzelców konnych.
- 2 pułk strzelców konnych powstał z końcem 1920[a]: I dyon z II/1 pułku strzelców konnych, III dyon z części III dyonu ochotniczego rtm. Krynickiego, która początkowo wcielona była do 1 pułku strzelców konnych. Do pułku wcielono ponadto: jeden szwadron II/5 pułku strzelców konnych oraz szwadron zapasowy 1 pułku strzelców konnych, 2/2 pułku strzelców konnych → wcielono w październiku 1921 do 9 pułku strzelców konnych.
- 3 pułk strzelców konnych powstał w październiku 1919 → z przemianowania 3 pułku dragonów: I dyon powstał w kwietniu 1920 z 1/3 pułku dragonów i szwadrony żandarmerii → przemianowany w październiku 1920 na I/5 pułku strzelców konnych, II dyon powstał z 3 i 4 dyonu 3 pułku dragonów → przemianowany w październiku 1920 na III/5 pułku strzelców konnych, III/3 pułku strzelców konnych stanowił I dyon litewsko-białoruski z oddziałów konnych wywiadowców grodzieńskiego, mińskiego i wileńskiego pułku strzelców. Występował też pod nazwą III/3 pułku strzelców konnych. Połączony w październiku 1920 z Jazdą kresową rtm. Łozińskiego → utworzył pułk grodzieński kawalerii → przemianowany w grudniu 1920 na 19 pułk grodzieński ułanów → z przemianowania pułku grodzieńskiego, połączony z II dyonem huzarów Litwy Środkowej → utworzył pułk ułanów Grodzieńskich → utworzył 23 pułk ułanów Grodzieńskich. IV dyon składał się tylko z 8 szwadronu, który został → wcielony do utworzonego w październiku 1920 3 pułku strzelców konnych, jako 5 szwadron; stanowił następnie kadrę dla tego pułku. Pułk → przemianowany w październiku 1920 na 5 pułk strzelców konnych. Pułk wydzielił w lipcu 1920 dwa szwadrony do 108 pułku ułanów, szwadron zapasowy pułku wszedł jako IV/3 pułku strzelców konnych do pułku ułanów obrony Wilna → przemianowany na 211 pułk ułanów nadniemeńskich ochotników → przemianowany w styczniu 1921 na pułk nadniemeńskich ułanów Litwy Środkowej → przemianowany na 23 pułk ułanów grodzieńskich.
- 3 pułk strzelców konnych powstał w październiku 1920 (faktycznie kwiecień 1922 w Białymstoku)[a]: I dyon powstał w grudniu 1920 → z przemianowania Dyonu rtm. Churszyłowa, rozwiązany w sierpniu 1921, tworzy I/3 pułk strzelców konnych, a następnie → wcielony w styczniu 1922 jako 3 szwadron do 10 pułku strzelców konnych. Do pułku → wcielony w lipcu 1921. Dyon huzarów śmierci, jako 2 i 3 szwadron 3 pułku strzelców konnych oraz I/1 pułku strzelców konnych, jako 1 szwadron.
- 4 pułk strzelców konnych powstał w październiku 1919 → z przemianowania 4 pułku dragonów kresowych: II dyon powstał z II/1 pułku szwoleżerów armii generała Hallera → przemianowany w maju 1921 na 3/6 pułku strzelców konnych. V dyon powstał w lipcu 1920 w Hrubieszowie, rozwiązany w listopadzie 1920. Większość jako 4 szwadron utworzyła II/4 pułku strzelców konnych, która następnie przeszła w październiku 1920 do 2 pułku strzelców konnych. Pułk → przemianowany w październiku 1920 na 6 pułk strzelców konnych. Do pułku wcielono we wrześniu 1920 część III dyonu ochotniczego rtm. Krynickiego „Wilki II”, który powstał w listopadzie 1920, pozostałość odeszła do 8 pułku strzelców konnych. Do pułku wcielono we wrześniu 1920 część III dyonu rtm. Krynickiego „Wilki II”, która następnie przeszła w październiku 1920 do 2 pułku strzelców konnych. Pułk → przemianowany w październiku 1920 na 6 pułk strzelców konnych.
- 4 pułk strzelców konnych ziemi łęczyckiej powstał w listopadzie 1920[a] → z przemianowania 2 pułku strzelców konnych: I dyon → powstał z pozostałości I/2 pułku strzelców konnych,. II dyon – z części V/4 pułku strzelców konnych. III dyon – z III/2 pułku strzelców konnych: po przemianowaniu tego dyonu w listopadzie 1920 na Dyon huzarów Litwy Środkowej, z pozostałości utworzono na nowo III/4 pułku strzelców konnych. IV dyon → powstał z rozwinięcia 2/2 pułku strzelców konnych.
- 5 pułk strzelców konnych powstał w czerwcu 1920 z rozwinięcia szwadronu zapasowego tegoż pułku, utworzonego w kwietniu 1920. Do pułku wcielono oddział por. Albrechta. Pułk → przemianowany w październiku 1920 na 7 pułk strzelców konnych.
- 5 pułk strzelców konnych powstał w październiku 1920[a] → z przemianowania 3 pułku strzelców konnych: I dyon – z I/3 pułku strzelców konnych w październiku 1921 po wydzieleniu 1 szwadronu (1 szwadronu jazdy lwowskiej ziemi) do 10 pułku strzelców konnych, tworzy 1/5 pułku strzelców konnych. II dyon – z II/2 pułku strzelców konnych w październiku 1921 po wydzieleniu jednego szwadronu do 2 pułku strzelców konnych, utworzył 3/5 pułku strzelców konnych. III dyon – z II/3 pułku strzelców konnych w październiku 1921 po reorganizacji utworzył 2/5 pułku strzelców konnych.
- 6 pułk strzelców konnych – październik 1920[a] → z przemianowania 4 pułku strzelców konnych. Pułk wydzielił 3 szwadron w październiku 1921 do 10 pułku strzelców konnych.
- 7 pułk strzelców konnych – październik 1920[a] → z przemianowania 5 pułku strzelców konnych. Do pułku wcielono I dyon jazdy ochotniczej lubelskiej i Dyon strzelców konnych przy brygadzie syberyjskiej. Pułk wydzielił w lutym 1921 Oddział por. Albrechta do 21 pułku ułanów oraz jeden szwadron do 8 pułku strzelców konnych.
- 8 pułk strzelców konnych – październik 1921 w Zegrzu[a] z części V/4 pułku strzelców konnych i jednego szwadronu 7 pułku strzelców konnych.
- 9 pułk strzelców konnych – październik 1921[a] z 2/2 pułku strzelców konnych i jednego szwadronu 2 pułku strzelców konnych (późniejszego 4 pułku strzelców konnych).
- 10 pułk strzelców konnych – październik 1921[a] z 3/6 pułku strzelców konnych, szwadronu zbiorowego 5 pułku strzelców konnych i 1/3 pułku strzelców konnych.
- Pułk strzelców konnych w Dębicy → zobacz Dyon rtm. Borkowskiego.
- Dyon strzelców konnych przy brygadzie syberyjskiej → wcielony do 7 pułku strzelców konnych.
- Konni strzelcy straży poznańskiej → wcielony do 1 pułku ułanów wielkopolskich – z oddziału „Konni strzelcy straży poznańskiej → przemianowany w maju 1920 na 15 Pułk Ułanów Poznańskich.

Pułki kawalerii liniowej

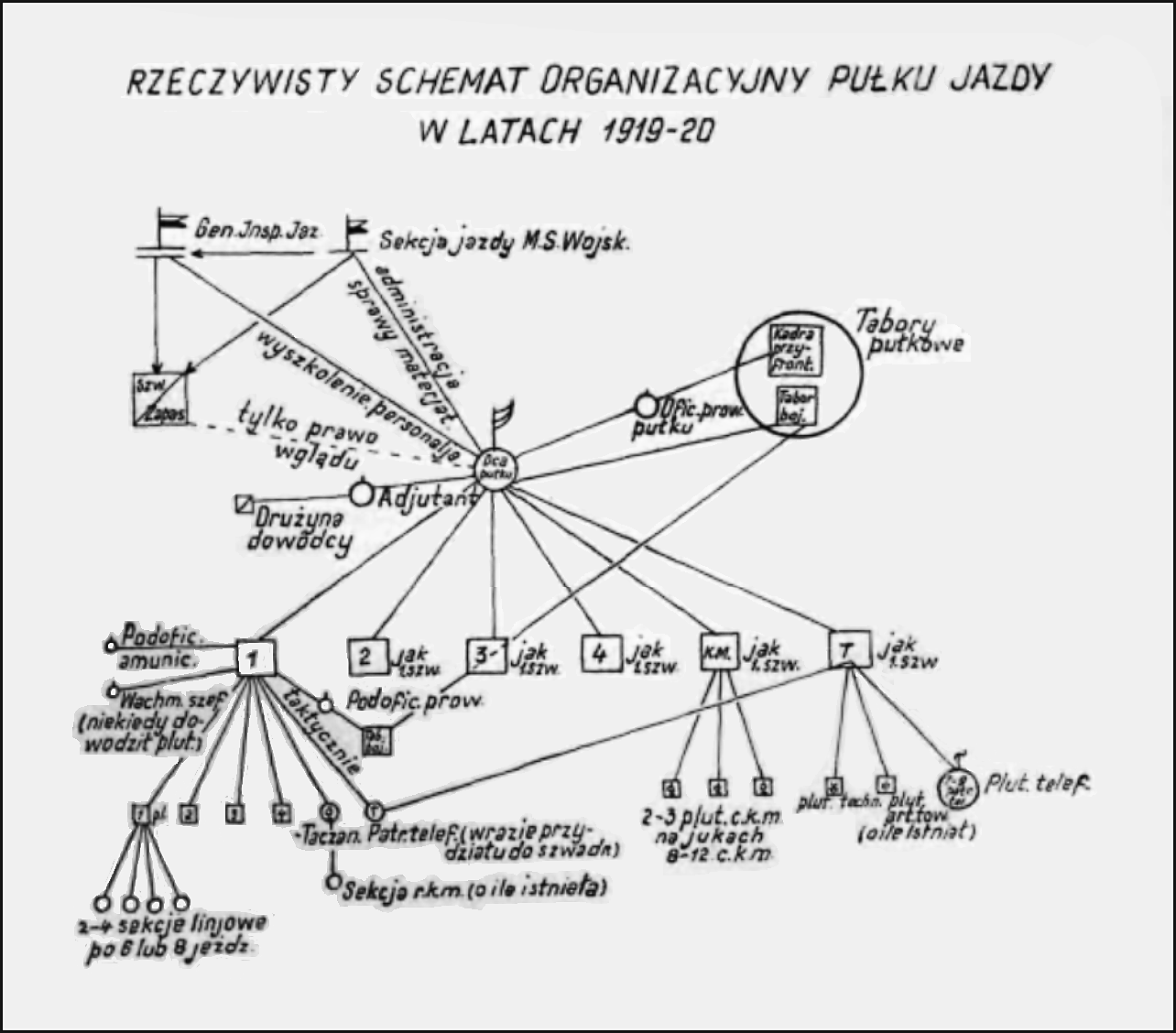
Jerzy Grobicki, Organizacja kawalerji polskiej w latach 1918–1921

- 1 pułk ochotniczy jazdy wielkopolskiej Nr 215 – lipiec 1920 przy kadrze 15 pułku ułanów → przemianowany na 215 pułk ułanów wielkopolskich → przemianowany w końcu 1920 na 26 pułk ułanów.
- 1 pułk ochotniczy wołyński – sierpień 1920 → utworzył we wrześniu 1920 wraz z IV dyonem 1 pułku strzelców konnych i częścią 2 ochotniczego pułku lubelskiego 19 pułk ułanów wołyńskich.
- 1 pułk szwoleżerów armii gen. Hallera – marzec 1919 we Francji, połączony z 3 pułkiem szwoleżerów armii gen. Hallera → utworzył 1 września 1919 4 pułk dragonów kresowych.
- 1 pułk szwoleżerów (lekkokonnych) – 1 stycznia 1919 → z przemianowania 1 pułku ułanów → przemianowany w grudniu 1919 na 1 pułk szwoleżerów Józefa Piłsudskiego.
- 1 pułk ułanów – listopad 1918 w Chełmie, Hrubieszowie i Włodawie. Do pułku wcielono szwadron zapasowy austriackiego 1 pułku ułanów pod dowództwem rtm. M. Żółkiewskiego → przemianowany 8 stycznia 1919 na 1 pułk szwoleżerów (lekkokonnych).
- 1 pułk ułanów krakowskiej ziemi – listopad 1918 z 1 pułku ułanów austriackich → przemianowany w styczniu 1919 na 8 pułk ułanów. Pułk wydzielił w lipcu 1920 jeden szwadron do 108 pułku ułanów.
- 1 pułk ułanów wielkopolskich – z oddziału „Konni strzelcy straży poznańskiej” → przemianowany w maju 1920 na 15 pułk ułanów poznańskich.
- 1 pułk ułanów wileńskich – grudzień 1918 z oddziału konnego samoobrony wileńskiej (rtm. J. Dąbrowski) → przemianowany w marcu 1919 na Dyon jazdy wileńskiej → przemianowany w maju 1919 na 13 pułk ułanów wileńskich.
- 2 pułk ochotniczy lubelski – sierpień 1920, we wrześniu 1920 po wydzieleniu części do 19 pułku ułanów → przemianowany na 212 pułk ułanów, połączony w listopadzie 1920 z 209 pułkiem jazdy podkarpackiej → utworzył 22 pułk ułanów.
- 2 pułk ułanów Wojska Polskiego – wrzesień 1918 w Krakowie z byłego austriackiego 2 pułku ułanów i szwadronu instrukcyjnego w Mińsku Mazowieckim → przemianowany w styczniu 1919 na 2 pułk szwoleżerów.
- 2 pułk ułanów wielkopolskich – maj 1919 → przemianowany w maju 1920 na 16 pułk ułanów.
- 3 pułk ochotniczy siedlecki – sierpień 1920, wkrótce zlikwidowany i wcielony do pułków ochotniczych wołyńskiego i lubelskiego, część odeszła jako uzupełnienie do 4 i 10 pułku ułanów.
- 3 pułk szwoleżerów armii gen. Hallera połączony 1 września 1919 z 1 pułkiem szwoleżerów armii gen. Hallera → utworzył 4 pułk dragonów kresowych.
- 3 pułk ułanów – listopad 1918 w Lublinie, Kraśniku i Zamościu → przemianowany 30 grudnia 1918 na 7 pułk ułanów lubelskich.
- 3 pułk ułanów wielkopolskich – styczeń 1919 → przemianowany w lutym 1920 na 17 pułk ułanów.
- 4 pułk szwoleżerów armii gen. Hallera – maj 1919 we Francji → wcielony jako I dyon do 1 pułku dragonów.
- 4 pułk ułanów nadwiślańskich powstał z przemianowania 4 pułku ułanów wielkopolskich → przemianowany w lutym 1920 na 18 pułk ułanów pomorskich.
- 4 pułk ułanów wielkopolskich – lipiec 1919 → przemianowany na 4 pułk ułanów nadwiślańskich.
- 6 pułk ułanów jazdy lwowskiej – grudzień 1918, z przemianowania pułku ułanów ziemi przemyskiej we wrześniu 1919 połączony z 6 pułkiem ułanów sformowanym w Odessie → utworzył 6 pułk ułanów kaniowskich.
- 6 pułk ułanów – marzec 1919 w Odessie, we wrześniu 1919 połączony z 6 pułkiem ułanów jazdy lwowskiej → utworzył 6 pułk ułanów kaniowskich.
- 12 pułk ułanów – grudzień 1918 w Pietkowie pod Łapami → przemianowany w grudniu 1918 na 10 pułk ułanów litewskich.
- 13 pułk zapasowy ułanów – lipiec 1920, ze szwadronu zapasowego 13 pułku ułanów → wcielony do 13 pułku ułanów.
- 19 pułk ułanów grodzieński – grudzień 1920 → z przemianowania pułku grodzieńskiego, połączony z II dyonem huzarów Litwy Środkowej → utworzył pułk ułanów grodzieńskich.
- 108 pułk ułanów – lipiec 1920 w Ostrołęce przy kadrze 8 pułku ułanów: z dwóch szwadronów 3 pułku strzelców konnych, jednego szwadronu 6 pułku ułanów i jednego szwadronu 8 pułku ułanów → przemianowany w styczniu 1921 na 20 pułk ułanów.
- 115 pułk ułanów wielkopolskich – lipiec 1920 przy szwadronie zapasowym 15 pułku ułanów w Poznaniu ze szwadronów marszowych 15 i 16 pułku ułanów oraz 2 pułku strzelców konnych → przemianowany w lutym 1921 na 25 pułk ułanów.
- 201 pułk szwoleżerów – lipiec 1920 przy kadrze 1 pułku szwoleżerów i przy współudziale 5 i 7 pułku ułanów → przemianowany w lutym 1921 na 3 pułk szwoleżerów.
- 203 pułk ułanów ochotniczy – lipiec 1920 przy kadrze 3 pułku ułanów w Kaliszu → przemianowany w lutym 1921 na 27 pułk ułanów.
- 205, 210 i 213 pułk ułanów ochotniczy, po krótkiej egzystencji wcielone do szwadronów swych macierzystych pułków jako uzupełnienie, tj. do 5, 10 i 13 pułku ułanów.
- 206 pułk ochotniczy utworzony w Będzinie przy szwadronie zapasowym 6 pułku ułanów, rozwiązany w sierpniu 1920 i wcielony do 6 pułku ułanów kaniowskich.
- 209 pułk jazdy podkarpackiej utworzony z pułku ochotniczego jazdy podkarpackiej i szwadronu zapasowego jazdy ochotniczej we Lwowie. Połączony w listopadzie 1920 z 212 pułkiem Ułanów Lubelskich → utworzył 22 pułk ułanów.
- 210 pułk ułanów ochotniczy – akta posiada 3 pułk strzelców konnych.
- 211 pułk ułanów nadniemeńskich ochotniczy – sierpień 1920 z przemianowanego pułk ułanów obrony Wilna → przemianowany w styczniu 1921 na pułk nadniemeński ułanów Litwy Środkowej → przemianowany na 23 pułk ułanów.
- 212 pułk ułanów lubelskich – wrzesień 1920 z 2 pułku lubelskiego, połączony w listopadzie 1920 z 209 pułkiem jazdy podkarpackiej → utworzył 22 pułk ułanów.
- 214 pułk ułanów ochotniczy – sierpień 1920 → przemianowany w listopadzie 1920 na 24 pułk ułanów.
- 215 pułk ułanów wielkopolskich – 1920 z przemianowania 1 pułku ochotniczego jazdy wielkopolskiej Nr 215 → przemianowany w końcu 1920 na 26 pułk ułanów.
- 218 pułk ułanów ochotniczy powstał przy szwadronie zapasowym 18 pułku ułanów, w październiku 1920 → wcielony do 18 pułku ułanów

## Organizacja pokojowa jazdy w latach 1921–1924
W 1921 jazda, równocześnie z demobilizacją, przeszła z organizacji wojennej na pokojową. Dokonany został wówczas jej podział na jazdę samodzielną i niesamodzielną (dywizyjną). Jazdę samodzielną tworzyło 27 pułków ułanów, 3 pułki szwoleżerów i 10 dywizjonów artylerii konnej, zorganizowanych w dziesięć samodzielnych brygad. Jazdę dywizyjną stanowiło dziesięć pułków strzelców konnych.
| I Brygada Jazdy VI Brygada Jazdy | II Brygada Jazdy VII Brygada Jazdy | III Brygada Jazdy VIII Brygada Jazdy | IV Brygada Jazdy IX Brygada Jazdy | V Brygada Jazdy X Brygada Jazdy |

## Organizacja pokojowa kawalerii w latach 1924–1937

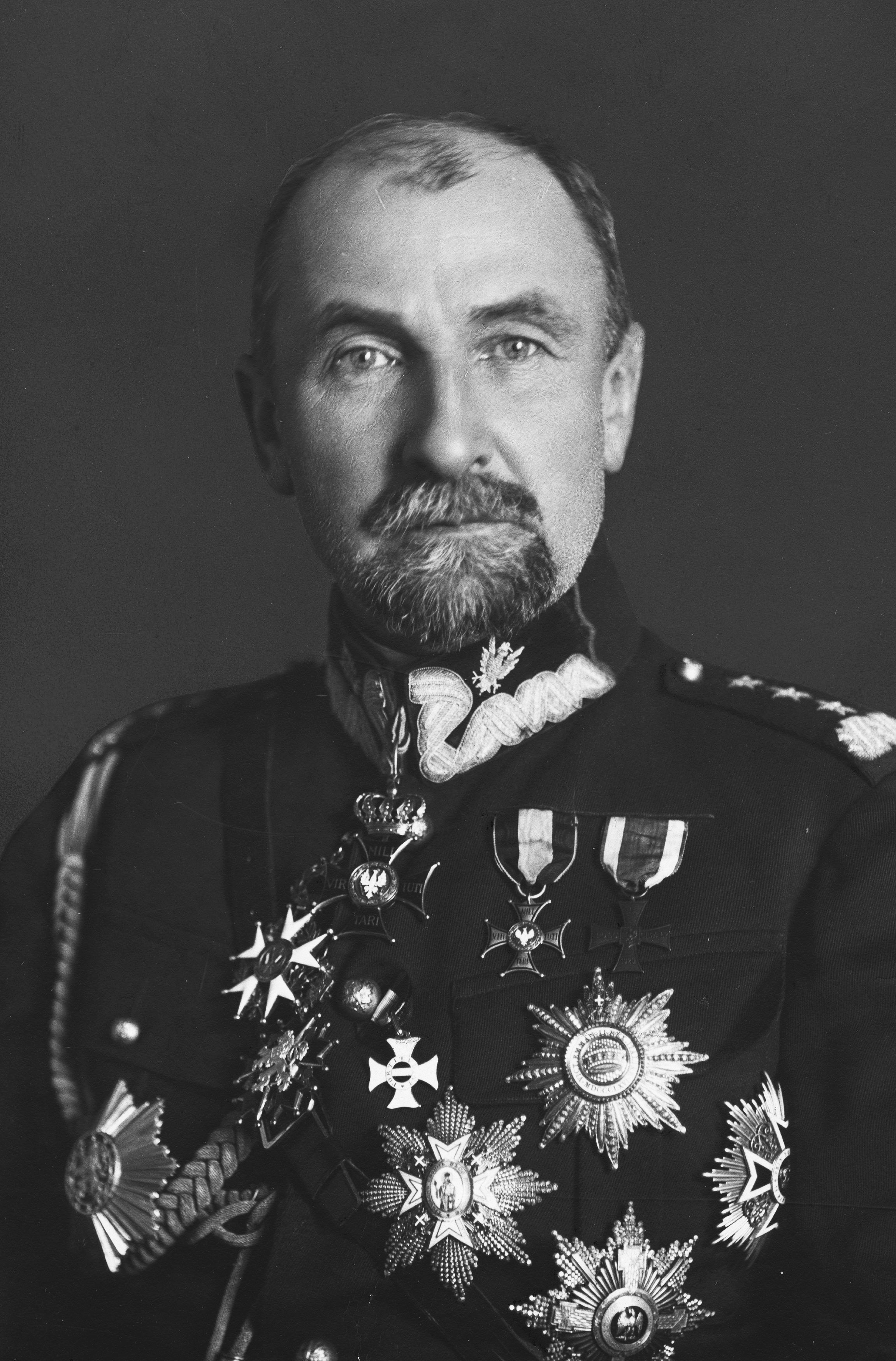
Tadeusz Rozwadowski, Generalny Inspektor Jazdy

W kwietniu 1924 na wniosek Generalnego Inspektora Jazdy gen. broni Tadeusza Rozwadowskiego wprowadzona została nowa organizacja kawalerii na stopie pokojowej. W ramach przyjętej organizacji dotychczasowy termin „jazda” zastąpiony został mianem „kawaleria”.
29 kwietnia 1924 Minister Spraw Wojskowych, gen. dyw. Władysław Sikorski przemianował wszystkie instytucje, formacje i zakłady noszące w nazwie miano „jazda” na „kawaleria” oraz rozkazał nanieść odpowiednie poprawki we wszystkich rozkazach, rozporządzeniach, instrukcjach itp.
Pułki strzelców przestały pełnić funkcję kawalerii dywizyjnej. Utworzone zostały cztery dywizje i pięć samodzielnych brygad kawalerii oraz trzy nowe dywizjony artylerii konnej. Każda z dywizji składała się z trzech dwupułkowych brygad kawalerii, dwóch dywizjonów artylerii konnej i trzech szwadronów (samochodów pancernych, łączności i pionierów). Samodzielne brygady kawalerii składały się trzech pułków kawalerii, dywizjonu artylerii konnej i szwadronu pionierów, z wyjątkiem 5 SBK, która miała cztery pułki kawalerii i dodatkowo szwadron samochodów pancernych. Dywizje i samodzielne brygady oznaczone zostały numerami arabskimi, natomiast brygady wchodzące w skład dywizji miały numerację rzymską.
- 1 Dywizja Kawalerii
- 2 Dywizja Kawalerii
- 3 Dywizja Kawalerii
- 4 Dywizja Kawalerii
- pięć samodzielnych brygad kawalerii (po trzy pułki w każdej)

Nowa organizacja kawalerii miała na celu utworzenie wojsk szybkich o znaczeniu operacyjnym.
Sprawdzianem dla zreformowanej kawalerii były wielkie manewry na Wołyniu w sierpniu 1925. Zostały zorganizowane przez Generalnego Inspektora Kawalerii we współpracy z szefem Sztabu Generalnego WP gen. dyw. Stanisławem Hallerem. Kawaleria polska uzyskała wówczas wysokie oceny od zaproszonych gości zagranicznych, wśród których byli m.in. Francuz gen. Henry Gouraud, Anglik gen. Ironside oraz Czech gen. Jan Syrový.
Obok Generalnego Inspektora Kawalerii duży wpływ na rozwój kawalerii mieli kolejni szefowie Departamentu II Jazdy/Kawalerii Ministerstwa Spraw Wojskowych. W latach 1921–1926 funkcję tę sprawowali kolejno generałowie: Adam Jerzy Bieliński, Eugeniusz Ślaski i Aleksander Pajewski.
W czerwcu 1924 wyszedł pierwszy numer „Przeglądu Kawaleryjskiego”. Fachowe czasopismo kadry oficerskiej kawalerii, miało sprzyjać, jak zaznaczał we wstępie do numeru pierwszego gen. Rozwadowski, samokształceniu oraz miało być miejscem wymiany poglądów na temat tej formacji i jej rozwoju.
Jesienią 1924 sformowany został Korpus Ochrony Pogranicza, w składzie, którego wchodziły szwadrony kawalerii.
W 1926 kawaleria była zorganizowana w dwanaście brygad dwupułkowych (w czterech dywizjach kawalerii), pięć brygad trzypułkowych i jedną brygadę jednopułkową. W latach 1929–1930 zlikwidowano kolejno dowództwa 1 DK, 3 DK oraz 4 DK. Organizacja kawalerii przedstawiała się następująco:

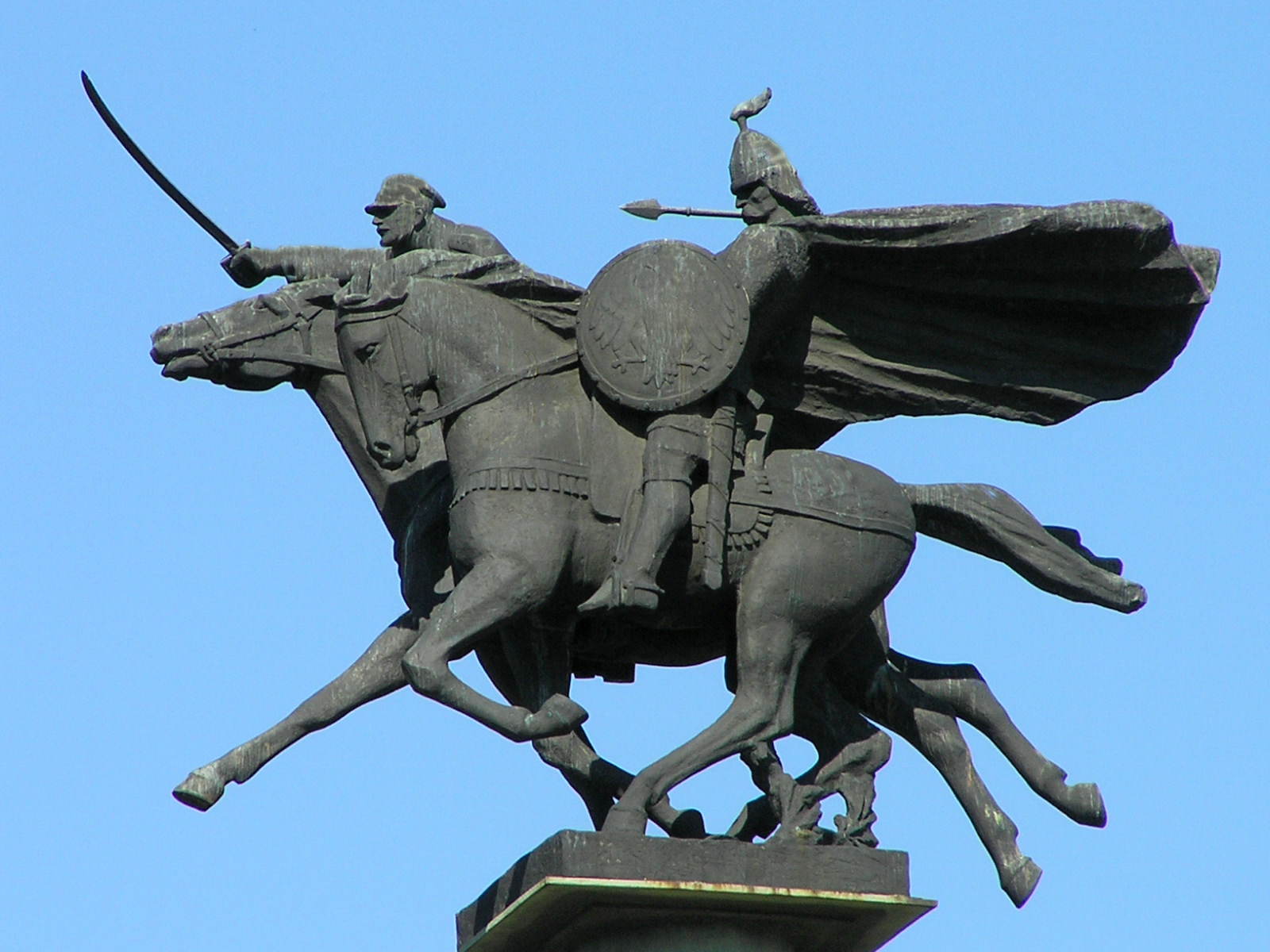
Pomnik Jazdy Polskiej w Warszawie

- Centrum Wyszkolenia Kawalerii w Grudziądzu
- 2 Dywizja Kawalerii (trzy brygady dwupułkowe) w składzie:
  - I Brygada Kawalerii
  - XII Brygada Kawalerii
  - XIII Brygada Kawalerii
- dwanaście samodzielnych brygad kawalerii (dwie brygady czteropułkowe, sześć brygad trzypułkowych i cztery brygady dwupułkowe):
  - 2 Samodzielna Brygada Kawalerii
  - 3 Samodzielna Brygada Kawalerii
  - 5 Samodzielna Brygada Kawalerii
  - 6 Samodzielna Brygada Kawalerii
  - 10 Brygada Kawalerii
  - 17 Brygada Kawalerii
  - Brygada Kawalerii „Białystok”
  - Brygada Kawalerii „Suwałki”
  - Brygada Kawalerii „Baranowicze”
  - Brygada Kawalerii „Poznań”
  - Brygada Kawalerii „Bydgoszcz”
  - Brygada Kawalerii „Równe”

## Organizacja pokojowa kawalerii w latach 1937–1939
Wiosną 1937 wprowadzona została nowa organizacja pokojowa kawalerii. Rozformowane zostały trzy brygady dwupułkowe (XII, XIII i 17 BK), a pułki wcielono do innych brygad (1. BK zwiększono o 2 pułki i usamodzielniono). Na skutek tych zmian dowództwo 2. Dywizji Kawalerii zostało w praktyce pozbawione podległych mu jednostek, lecz istniało jeszcze do 1939. 10. BK (dwupułkowa) została zmotoryzowana.
W wyniku kolejnej reorganizacji przeprowadzonej 1 kwietnia 1937 r. pozostało 11 brygad (5 czteropułkowych i 6 trzypułkowych), które otrzymały jednolite nazwy od rejonów kraju, w których stacjonowały:
- 2 Dywizja Kawalerii
- 1 BK – Mazowiecka Brygada Kawalerii
- 2 BK – Kresowa Brygada Kawalerii
- 3 SBK – Wileńska Brygada Kawalerii
- BK „Suwałki” – Suwalska Brygada Kawalerii
- 5 SBK – Krakowska Brygada Kawalerii
- 6 SBK – Podolska Brygada Kawalerii
- BK „Poznań” – Wielkopolska Brygada Kawalerii
- BK „Bydgoszcz” – Pomorska Brygada Kawalerii
- BK „Baranowicze” – Nowogródzka Brygada Kawalerii
- BK „Równe” – Wołyńska Brygada Kawalerii
- BK „Białystok” – Podlaska Brygada Kawalerii
- 10 Brygada Kawalerii

1 lutego 1939 Dowództwo 2 Dywizji Kawalerii zostało rozformowane, a 1 pszwol. i 1 psk podporządkowane pod każdym względem dowódcy Mazowieckiej BK.
23 marca 1939 powstał 1 Pułk Kawalerii KOP grupujący szwadrony z różnych batalionów Korpusu Ochrony Pogranicza. W czasie kampanii wrześniowej pułk walczył w składzie Armii „Łódź”.
W maju 1939 rozpoczęto motoryzację 1 Pułk Strzelców Konnych, a 1 sierpnia podporządkowano go dowódcy Warszawskiej Brygady Pancerno-Motorowej. W tym samym miesiącu obie jednostki pancerno-motorowe (WBPM i 10 BK) wyłączone zostały z gestii Departamentu Kawalerii M.S.Wojsk. i podporządkowane dowódcy Broni Pancernych.
Plan mobilizacyjny „W”, poza wystawieniem dwóch dyspozycyjnych dowództw grup operacyjnych kawalerii (GOKaw. nr 1 i 2) oraz jednej baterii artylerii konnej (15 bak), nie przewidywał utworzenia nowych jednostek kawalerii.
31 sierpnia 1939 kawaleria sformowana była w 11 brygad (pięć brygad czteropułkowych i sześć brygad trzypułkowych).
W toku kampanii wrześniowej 1939 utworzone zostały:
- Zbiorcza Brygada Kawalerii
- Brygada Rezerwowa Kawalerii „Wołkowysk”
- Dywizja Kawalerii „Zaza”

## Umundurowanie kawalerzystów
Kawaleria, poza formacjami kawalerii wielkopolskiej, przyjęła zasadniczo mundur używany przez pułki polskie I Korpusu Polskiego w Rosji, czyli frencz angielski z proporczykami pułkowymi na wykładanym kołnierzu, spodnie granatowe, albo koloru polowego z odpowiednim lampasem. Wszystkie pułki nosiły okrągłą czapkę angielską, z okutym daszkiem i barwnym otokiem, koloru pułkowego, oraz płaszcz kroju rosyjskiego lub austriackiego. Formacje powstałe z byłych pułków legionów polskich (1. i 2. szwoleżerów, 7, 9, 11. ułanów) donaszały swoje ułanki o barwnych kołnierzach i mankietach. W pierwszym okresie tworzenia się pułków kawaleryjskich zamiast frenczów wprowadzono ułanki, szyte krojem pułków legionowych, z odpowiedniemi wypustkami kolorów pułkowych.
Oznaki stopni oficerskich i podoficerskich zaprowadzono na wzór Polnische Wehrmacht, to jest dla oficerów tak zwane „trzepaczki” z gwiazdkami; podwójnie kręcone dla oficerów sztabowych, potrójnie dla generałów. Unifikacja w 1919 spowodowała zniesienie epoletów kręconych, podbitych suknem odpowiedniego koloru broni, a więc dla ułanów koloru pułkowego, szwoleżerów amarantowo białego, a dla dragonów zielonego, i zastąpienie ich naramiennikami z materiału mundurowego z haftowanymi na nich gwiazdkami. Oficera sztabowego odznaczały dwa paski poprzeczne na początku naramiennika. Generałowie zaś odznaczali się paskiem wzoru huzarskiego na naramienniku i rękawie.
Początkowo zaprowadzono gwiazdki również i na rękawie, jednakże zarządzenie to zostało wkrótce zniesione.
Równocześnie skasowano proporczyki na kołnierzach, odróżniające poszczególne pułki, wprowadzając dla całej kawalerii unifikacyjne patki, koloru amarantowego z wypustkami koloru białego dla szwoleżerów, a zielonego dla strzelców konnych. Wycofano też okrągłe czapki angielskie z kolorowymi otokami, wprowadzając na ich miejsce wprowadzone w całej armii rogatywki koloru polowego, z gwiazdkami nad daszkiem. Zakazano też używać ułanek i granatowych spodni z lampasami.
Wprowadzane zmiany formalne w umundurowaniu były jednak ignorowane przez oddziały jazdy przebywające na froncie. W ich wyniku władze centralne zezwoliły ponownie na oficjalne „donaszanie” okrągłych czapek, z kolorowymi otokami, oraz proporczyków pułkowych na kołnierzach, w miejsce kolorowych patek. Zezwolono też na donaszanie ułanek oraz spodni granatowych z lampasami. Nie wróciły już tylko srebrne pasy oficerskie i etyszkiety. Poprzedni mundur ułański, to jest ułanka z amarantowymi kantami, etyszkiety i pasy utrzymały się jedynie w szwadronie przybocznym Naczelnika Państwa, z tą różnicą, że zamiast granatowych spodni wprowadzono spodnie do butów koloru polowego, bez lampasów. Szwadron ten otrzymał rogatywki z amarantowym otokiem. Szeregowi szwadronu nosili białe pasy i rapcie, wzoru „gwardyjskiego”.
Kawaleria wielkopolska (1., 2., 3. i 4. pułki ułanów Wielkopolskich) nosiła ułanki na wzór niemiecki, z kolorowymi kantami i proporczykami na kołnierzu, spodnie zaś koloru polowego, z lampasami koloru pułku. Płaszcz kroju niemieckiego, jednorzędowy u szeregowych, dwurzędowy u oficerów. Nakryciem głowy była konfederatka z kolorowymi otokami, nieokutym daszkiem i z orzełkiem na wzór orzełka I Korpusu Polskiego w Rosji. U lewego boku konfederatki przypięta była odznaka w formie liścia koniczyny z tasiemki, wełnianej u szeregowych, a srebrnej u oficerów. Barwy pułków były wzorowane na pułkach armii kongresowej.
Przez cały okres wojny odrębne umundurowanie posiadały także oddziały jazdy wywodzące się z Błękitnej Armii gen. Hallera (pułki dragonów, a potem strzelców konnych). Były to błękitne mundury kroju francuskiego, z czerwonymi wypustkami na rogach kołnierzy, z polskimi oznakami stopni wojskowych. Znaczny transport mundurów hallerowskich dostał się w ręce Sowietów, którzy umundurowali nimi część konnicy Budiennego. Jedynie na rogatywkach zamieniono orzełki na czerwone kokardy. Prowadziło to w czasie walk do licznych nieporozumień.
Odbiegające od regulaminowego umundurowanie posiadały też i inne oddziały kawalerii. Szwadron wojewódzki warszawski rtm. Tadeusza Kossaka nosił rogatywki z granatowym otokiem i żółtymi wypustkami, a proporczyki miał granatowo-żółte (kolory mazowieckie). Pułk jazdy tatarskiej miał spodnie czerwone, z wąskim srebrnym (u szeregowych białym) lampasem. Proporczyki pułku były jednorożne koloru niebieskiego z wyhaftowaną na nim żółtą gwiazdą i półksiężycem. Zamiast frencza nosili „tatarki”, czyli krótkie bluzy o dużej liczbie małych okrągłych guzików. Dywizjon huzarów śmierci nosił czarne spodnie ze srebrnym (białym) wąskim lampasem i czapki angielskie, z czarnym otokiem i białą wypustką, oraz trupią główkę pod orłem.